# 왕안석

왕안석

왕안석(王安石, 1021년 12월 18일~1086년 5월 21일)은 송나라의 문장가이자 개혁 정치가이다.
푸저우시 (장시성) 둥샹구 출신이며 북송 시기에 시인·문필가로 활약하였다. 자는 개보(介甫), 호는 반산(半山)이다. 그는 균수법(均輸法), 청묘법(靑苗法), 시역법(市易法), 모역법(募役法), 보갑법(保甲法), 보마법(保馬法) 등 신법(新法)으로 개혁하려고 노력했지만, 당쟁은 격화하고 정치가 혼란에 빠지면서 큰 성과를 거두지 못하였다.
보수파는 그의 개혁 정치를 매도했지만, 그 문장력은 동료와 정적 모두 인정할 만큼 뛰어났다. 그는 당송팔대가 가운데 한 사람이다.

## 생애

### 관직 입문
왕안석은 21세에 진사가 되었고, 이후 20여 년간 화남(華南)에서 지방관으로 종환(從宦)했다. 19세 젊은 황제 신종(神宗)은 즉위하고서 한림학사(翰林學士) 왕안석을 취신(取信)했다. 1069년 왕안석은 참지정사(參知政事) 자리를 계기로 다양한 개혁정책을 실행한다. 장시성 출신인 그는 정치상으로는 신법당(新法黨)에 속해 한기(韓琦)·사마광(司馬光) 등 구법당(舊法黨) 인물을 축출하고 이재에 능한 강남 출신 신진 관료를 대거 거일하여 신법을 과감히 추진한다.

### 왕안석의 개혁정책
정치 개혁안이 담긴 만언서를 인종에게 올린 바가 있었지만 왕안석은 19세의 젊은 신종 황제가 제위에 오르고 나서 그의 재가를 얻고 부재상으로 임명된다. 그의 개혁책은 1069년에서 1074년에 걸쳐 시행되었고 대상인과 대지주의 횡포를 막아 중소의 농민과 상인을 보호하여 세수를 늘리고 관료제를 정비하여 중앙집권 강화를 목적하였다. 그가 부국강병책으로 제시한 정책은 청묘법, 균수법, 보갑법으로서 다음과 같다.
균수법
지방에서 올라오는 공물의 운송을 '발운사'라는 관청에서 통제하게 하여 무상으로 운송하게 한 제도이다. 그동안 원거리에서 공물을 바칠 때 신선도를 유지할 수 없어 사실상 중간 상인들이 대납하고 폭리를 차단하여 방지하려고 하였다. 물자의 유통을 이치에 맞게 개선하여 국가재정을 확보하려는 목적이었다.
청묘법
농민들에게 낮은 이자로 농자금을 빌려주어 지주들에게 고리를 얻어 쓰는 일이 없게 한 정책으로서 필요한 재원은 상평창(常平倉)에서 충당하였다. 신법을 지지하던 구양수도 이것 때문에 왕안석과 정견을 달리한다.
보갑법
10집을 1보로, 5보를 대보로, 10대보를 도보로 편성하여 장정을 징집하고 훈련하여 민병으로 삼아 평화 시에는 치안 임무를 수행하고 전쟁이 일어나면 관군을 돕게 한 정책이다.
시역법
자본이 적은 상인들에게 돈을 빌려주어 대상인들이 이익을 독차지 하는 현상을 막고 국가 수입을 늘리려는 정책이다.
모역법
송대에는 지방행정 업무를 민간에서 돕는 직역을 임의로 부과하였는데 그 부담이 파산을 불러올 정도로 과했다. 이것을 개선해 모든 농가에게 재산 등급별로 면역전(免役錢)을 내게 하여 직역을 응모제로 전환하였고 종래에 역이 면제되어 온 관리와 사원에서 조역전(助役錢)을 징수하여 그 금액으로 실업자들에게 일을 시키고 품삯을 주어 역의 형평을 기하고자 한 정책이다.
보마법
말을 빌려 농사짓고자 하는 집마다 말을 빌려주는 대신 백성에게 말을 기르게하여 전쟁이 일어나면 군마로 쓰게 한 정책이다.

### 개혁의 배경
1038년 이원호가 국호를 대하(서하)라고 고치고 대규모 침공을 감행한다. 7년간 전쟁으로 화약을 체결하는데 태조 조광윤의 문치 정책으로 군사력이 약해진 인종 연간에는 범중엄 등이 노력했는데도 서하를 물리칠 군사력이 갖추지 못하여 서하가 송에게 신하의 예를 취하는 대신 송은 매년 비단 13만 필과 은 5만 냥, 차 2만 근을 보내고 거란에도 화의를 주선한 대가로 비단과 은을 제공한다. 병사의 수는 기하급수로 늘었으나 질은 형편없었고 국방비가 국가 예산의 80%를 차지하게 된다.
황실은 황실대로 낭비를 일삼는 행사를 하여 국고를 탕진하였고 3년마다 치러진 과거 탓에 벼슬자리보다 관료의 수가 많아지게 되었다. 대지주의 증가로 농민들은 땅을 잃고 소작농으로 전락하여 재정 수입이 크게 줄어 물가는 상승하고 세수는 줄고 노비와 빈민은 느는 악순환의 경지에 이르렀다.

### 개혁의 결과
왕안석의 정책은 국가와 일반 서민 층인 농민과 중소 상인들에게는 이로웠지만, 대상인과 대지주와 권력자 등 기득권 세력에는 치명상이 될 만한 반발을 불러왔다. 수많은 사대부가 대부분 이 계층의 출신이었기에 그 사람들은 정치상으로 왕안석을 반대하는 당파를 조직하여 반대파를 구법파라고 하고 개혁에 찬성하는 파를 신법파라고 하여 당쟁이 가속했다. 당시 구법파의 당수는 사마광이었다.
희녕(熙寧) 7년(1074) 하북(河北)에 큰 가뭄이 발생하자 구법파는 이것을 신법을 대상으로 한 하늘의 분노로 상소하여 당시 구법파의 배경이었던 황태후와 내시 그리고 구법파 관료들이 지속으로 퇴진 운동하자 신종도 왕안석을 사세부득이 해임하여 왕안석은 지방으로 좌천되었다. 신법당에는 왕안석 외에는 그다지 인물이 없었기에 신법파 내부에서도 내홍이 일어난다. 다음 해에 왕안석은 복직하지만, 1076년에 사직하고 은거한다.
1085년 북송 신종이 사망하고 다음 해에는 왕안석도 서거한다. 신종 사후 구법파의 황태후에 의해 재상이 된 사마광은 신법을 즉시 폐지한다. 사마광도 오래 집권하지 못하고 죽고 신법과 구법의 가속된 당쟁 즉 정치 혼란 탓에 송의 국력은 급속도로 약화한다.

## 저서와 작품

### 문학
시인으로서 왕안석은 두보(杜甫)의 진가를 처음으로 높이 평가하여 그 후 송 시의 세계에 두보를 존경하는 풍조를 개척했다.
- 매화
- 설날

### 저술
- 《만언서(萬言書)》

## 같이 보기
- 당송팔대가
- 범중엄
- 사마광
- 포증
- 구양수